# Frédéric Bong
Pour les articles homonymes, voir Bong.
Frédéric Bong est un footballeur camerounais né le 27 juillet 1987 à Douala (Cameroun). Il évolue au poste de défenseur central.

## Biographie
Frédéric Bong vient en Europe pour la première fois avec une sélection de joueurs camerounais afin de disputer en Italie un tournoi contre les équipes réserve de la Fiorentina et du Modène FC.
Il prend ensuite sa première licence de joueur à l’US Créteil-Lusitanos au début de la saison 2004-2005 pour y jouer avec la deuxième équipe des moins de 18 ans qui évolue alors en « Promotion d'Honneur ». L’année suivante, il rejoint la première équipe des moins 18 ans qui évolue dans le championnat national, entraînée par Stéphane Calegari. En 2006-2007, il intègre l’équipe réserve cristolienne et assiste à la transition entre les entraîneurs Olivier Frapolli et Jean-Michel Bridier. Avec ce dernier, l'équipe obtient le maintien en fin de saison 2007-2008 et Bong est intégré, dans le courant de la saison 2008-2009, à l'équipe première qui évolue en National.
Titulaire pour son premier match avec l’équipe fanion contre Ivry en Coupe de France, Frédéric Bong est rappelé en championnat pour affronter l'AC Arles, puis contre le FC Gueugnon. Il marque son premier but lors d'une victoire 4-0 contre l'Entente Sannois Saint-Gratien. Il passe pro en janvier 2009 puis enchaîne deux saisons pleines avec l'USC, toujours en National.
« Très demandé » à l'été 2011, il rejoint les Chamois niortais qui évoluent en Ligue 2,.
Le 30 janvier 2019, il s'engage pour deux ans et demi avec le Valenciennes FC.

## Statistiques
| Saison                | Club                  | Championnat           | Championnat | Championnat | Coupe(s) nationale(s) | Coupe(s) nationale(s) | Total | Total |
| Saison                | Club                  | Division              | M.          | B.          | M.                    | B.                    | M.    | B.    |
| 2008-2009             | US Créteil-Lusitanos  | National              | 17          | 2           | 4                     | 0                     | 21    | 2     |
| 2009-2010             | US Créteil-Lusitanos  | National              | 33          | 1           | 2                     | 1                     | 35    | 2     |
| 2010-2011             | US Créteil-Lusitanos  | National              | 31          | 1           | 4                     | 0                     | 35    | 1     |
| Sous-total            | Sous-total            | Sous-total            | 81          | 4           | 10                    | 1                     | 91    | 5     |
| 2011-2012             | Chamois niortais      | National              | 33          | 1           | 4                     | 0                     | 37    | 1     |
| 2012-2013             | Chamois niortais      | Ligue 2               | 27          | 1           | 4                     | 0                     | 31    | 1     |
| 2013-2014             | Chamois niortais      | Ligue 2               | 25          | 0           | 4                     | 0                     | 29    | 0     |
| 2014-2015             | Chamois niortais      | Ligue 2               | 14          | 0           | 4                     | 0                     | 18    | 0     |
| 2015-2016             | Chamois niortais      | Ligue 2               | 21          | 0           | 4                     | 0                     | 25    | 0     |
| Sous-total            | Sous-total            | Sous-total            | 120         | 2           | 20                    | 0                     | 140   | 2     |
| 2016-2017             | Paris FC              | National              | 26          | 1           | 6                     | 0                     | 32    | 1     |
| 2017-2018             | Paris FC              | Ligue 2               | 28          | 1           | 2                     | 0                     | 30    | 1     |
| 2018-2019             | Paris FC              | Ligue 2               | 17          | 1           | 1                     | 0                     | 18    | 1     |
| Sous-total            | Sous-total            | Sous-total            | 71          | 3           | 9                     | 0                     | 80    | 3     |
| 2018-2019             | Valenciennes FC       | Ligue 2               | 9           | 0           | -                     | -                     | 9     | 0     |
| Total sur la carrière | Total sur la carrière | Total sur la carrière | 281         | 9           | 39                    | 1                     | 320   | 10    |